# Platja es Gentils
La platja es Gentils, o de Culip, és una platja natural del municipi de Cadaqués (Alt Empordà) situada a la cala Culip, al Parc Natural del Cap de Creus. Orientada al sud, té una longitud de 20 m i una amplada de 9 m, formada per grava i còdols. S'hi accedeix per un vial asfaltat, tancat l'accés rodat, que prové del paratge de Tudela, d'on hi havia hagut el Club Mediterranée, una urbanització il·legal actualment derruïda. Una part de la cala està ocupada per les amples escales d'una casa en ruïnes i el passadís de l'antic embarcador.